# Calamagrostis formosana
Calamagrostis formosana là một loài thực vật có hoa trong họ Hòa thảo. Loài này được Hayata mô tả khoa học đầu tiên năm 1917.